# Karl von Lilienthal
Karl Ludwig Julius von Lilienthal, född den 31 augusti 1853 i Elberfeld, död den 8 november 1927 i Heidelberg, var en tysk straffrättslärare.
von Lilienthal blev ordinarie professor 1882 i Zürich, 1889 i Marburg (som efterträdare till Franz von Liszt), 1896 i Heidelberg, där han från 1903 även var domare vid landsrätten. Han var "en fin, besinningsfull och själfständig tänkare. Han har icke utvecklat någon särdeles stor produktivitet, men åtnjuter med rätta stort anseende som en af den moderna straffrättsrörelsens främste män" (Deuntzer). Hans författarskap består till stor del av bidrag till samlingsverk, delvis utgivna av honom själv.